# Elecciones legislativas francesas en Comoras de 1962
Las elecciones a la Asamblea Nacional francesa se celebraron en Comoras el 18 de noviembre de 1962. El resultado fue una victoria para la Lista de la República Francesa, que obtuvo ambos escaños. Los asientos fueron ocupados por Saïd Ibrahim Ben Ali y Mohamed Ahmed.

## Resultados
|  | 100 % |

|  | 100 % |

|  | 0.08 % |

|  | 89.68 % |

|  | 10.32 % |